# Aitor Monroy
Aitor Monroy Rueda (* 18. Oktober 1987 in Alcalá de Henares) ist ein spanischer Fußballspieler.

## Karriere
Monroy wechselte im Jahr 2005 in die Jugend von Atlético Madrid, im Jahr 2007 kam er in das Reserveteam, das seinerzeit in der Segunda División B spielte. Im Jahr 2009 wechselte er zu Ligakonkurrent UD Logroñés. Dort konnte er sich nicht durchsetzen und kam in zwei Jahren nur auf 17 Einsätze. Im Sommer 2011 holte ihn Ceahlăul Piatra Neamț in die rumänische Liga 1. Dort wurde er zum Stammkraft und kämpfte mit seinem neuen Klub in den nächsten beiden Jahren um den Klassenverbleib. In der Hinrunde 2013/14 kam er nicht zum Einsatz, ehe er Anfang 2014 zu Ligakonkurrent CFR Cluj wechselte. Im Februar 2015 verließ er Rumänien zu Sheriff Tiraspol nach Moldawien. Dort erreichte er die Vizemeisterschaft. Im September 2015 wechselte er zu Maccabi Petach Tikwa nach Israel. Dort spielte er zwei Jahre lang und kam meist als Einwechselspieler zum Zuge. Im Sommer 2017 wurde sein Vertrag nicht verlängert. Er war ein halbes Jahr ohne Klub, ehe ihn im Januar 2018 der rumänische Erstligist Dinamo Bukarest verpflichtete. Anschließend wechselte er bereits im selben Jahr zum FC Dunărea Călărași und im folgenden Jahr zu Internacional de Madrid. Im selben Jahr wechselte er erneut in die Indian Super League zu Jamshedpur FC, wo er seine bis dato letzten Ligaspiele absolvierte. Es folgten Stationen bei den Vereinen RSD Alcalá und CD Azuqueca in der fünftklassigen Tercera Federación.